# 145709 Rocknowar
145709 Rocknowar è un asteroide della fascia principale. Scoperto nel 1981, presenta un'orbita caratterizzata da un semiasse maggiore pari a 2,5576321 UA e da un'eccentricità di 0,2074154, inclinata di 13,00515° rispetto all'eclittica.
L'asteroide è dedicato all'associazione di volontariato "Rock no war" nata a Formigine in Italia.